# Lars Barringer
Lars Olov Barringer, född 12 oktober 1923 i Luleå, död 11 november 2008 i Halmstad, var en svensk skådespelare och regissör. 

## Biografi
Barringer utbildades vid Göteborgs stadsteaters eleverskola 1947-1951 och blev därefter anställd vid stadsteatern. Han skrev samma år en artikel i Ny tid, där han anklagade teatern för att gå på rutin och i behov av förändring. Teaterns chef Stig Torsslow ansåg att Barringer gjort ett illojalt angrepp på kollegor och ledning och fallet drogs inför Teaterförbundet. Den fria teatergruppen Atelierteatern grundades inspirerad av Barringers artikel och han erbjöds platsen som teaterchef, vilket han var 1952-1953. Därefter blev han anställd vid Stora Teatern som regissör. Han var sedan verksam vid Upsala-Gävle stadsteater 1955–1959 och Norrköping-Linköping stadsteater 1959–65.
1965 blev Barringer lärare i scenframställning vid Teaterhögskolan i Göteborg. Han var skolans rektor 1968–1973 och stannade sedan kvar som lärare fram till pensioneringen. 1976–1981 var han även verksam som regissör på Borås stadsteater.
Han var först gift med Birgit Lind från 1955. Därefter var han sambo med Ellen Ingeborg Parmas under flera år. Paret gifte sig 1974. De hade två barn.

## Filmografi
| År   | Roll                  | Produktion           | Noter              |
| ---- | --------------------- | -------------------- | ------------------ |
| 1960 | En redaktör En kirurg | På en bänk i en park | Även regiassistent |
| 1970 | Nattklubbsägaren      | Sonja                | TV-serie           |
| 1973 | Stefans chef          | Bedrägeri            | TV-teater          |

## Teater

### Roller
| År   | Roll       | Produktion                                                          | Regi             | Teater                    |
| ---- | ---------- | ------------------------------------------------------------------- | ---------------- | ------------------------- |
| 1948 | Petrucchio | Så tuktas en argbigga (The Taming of the Shrew) William Shakespeare | Josef Halfen     | Fästningsspelen i Varberg |
| 1949 |            | Det gamla spelet om Envar (Elckerlijc)                              | Josef Halfen     | Fästningsspelen i Varberg |
| 1951 |            | Lysistrate (Λυσιστράτη, Lysistrátē) Aristofanes                     | Josef Halfen     | Göteborgs stadsteater     |
| 1954 |            | Komedi på en bro (Veselohra na mostě) Bohuslav Martinů              | Ivo Cramér       | Stora Teatern             |
| 1957 |            | Ett huvud kortare (La tête des autres) Marcel Aymé                  | Erling Schroeder | Upsala-Gävle stadsteater  |

### Regi
| År   | Produktion                                                             | Upphovsmän                                                                       | Teater                           |
| ---- | ---------------------------------------------------------------------- | -------------------------------------------------------------------------------- | -------------------------------- |
| 1952 | Det heliga löftet                                                      | Jean de Létraz                                                                   | Atelierteatern                   |
| 1952 | Mannen The Man                                                         | Mel Dinelli                                                                      | Atelierteatern                   |
| 1953 | Mandragola La Mandragola                                               | Niccolò Machiavelli                                                              | Atelierteatern                   |
| 1953 | Den flygande trumman                                                   | Lennart Hellsing                                                                 | Stora Teatern                    |
| 1954 | Oh, mein Papa Das Feuerwerk                                            | Paul Burkhard                                                                    | Stora Teatern                    |
| 1955 | Dummerjöns Klods-Hans                                                  | H.C. Andersen Dramatisering Tylle Herlin och Willy Keidser                       | Upsala-Gävle stadsteater         |
| 1955 | Babels torn                                                            | Lars Helgesson                                                                   | Upsala-Gävle stadsteater         |
| 1955 | Vox humana La Voix humaine                                             | Jean Cocteau                                                                     | Upsala-Gävle stadsteater         |
| 1955 | Judas Un nommé Judas                                                   | Claude-André Puget och Pierre Bost Översättning Lill-Inger och Göran O. Eriksson | Upsala-Gävle stadsteater         |
| 1956 | Bortom horisonten Beyond the Horizon                                   | Eugene O'Neill                                                                   | Upsala-Gävle stadsteater         |
| 1956 | Boyfriend The Boy Friend                                               | Sandy Wilson Översättning Gösta Rybrant                                          | Upsala-Gävle stadsteater         |
| 1956 | Skuggan av Mart                                                        | Stig Dagerman                                                                    | Upsala-Gävle stadsteater         |
| 1957 | Hans excellens betjänten                                               | Ladislaus Bus-Fekete                                                             | Upsala-Gävle stadsteater         |
| 1957 | Det gäller miljonen To Dorothy, a Son                                  | Roger MacDougall                                                                 | Upsala-Gävle stadsteater         |
| 1957 | Geografi och kärlek Geografi og kjærlighet                             | Bjørnstjerne Bjørnson                                                            | Upsala-Gävle stadsteater         |
| 1958 | För vindens skull Une fille pour du vent                               | André Obey Översättning Lennart Lagerwall                                        | Upsala-Gävle stadsteater         |
| 1958 | Koppla av! You Can't Take It With You                                  | George S. Kaufman och Moss Hart                                                  | Upsala-Gävle stadsteater         |
| 1958 | Revisorn Ревизор, Revizor                                              | Nikolaj Gogol                                                                    | Upsala-Gävle stadsteater         |
| 1958 | Si jägarens öga                                                        | Hans Hergin                                                                      | Upsala-Gävle stadsteater         |
| 1959 | Det heliga löftet                                                      | Jean de Létraz Översättning P.G. Peterson och Guido Valentin                     | Upsala-Gävle stadsteater         |
| 1960 | Den beskedlige älskaren The Complaisant Lover                          | Graham Greene Översättning Tore Zetterholm                                       | Norrköping-Linköping stadsteater |
| 1960 | Gisslan The Hostage                                                    | Brendan Behan Översättning Jan Olof Olsson, Vistexter Alf Henrikson              | Norrköping-Linköping stadsteater |
| 1960 | Det brinnande spjutet                                                  | Tore Zetterholm                                                                  | Norrköping-Linköping stadsteater |
| 1961 | Se dig om i vrede Look Back in Anger                                   | John Osborne Översättning Göran O. Eriksson                                      | Norrköping-Linköping stadsteater |
| 1961 | Så tuktas en hustyrann The Woman’s Prize or The Tamer Tamed            | John Fletcher Översättning Viveka Heyman                                         | Norrköping-Linköping stadsteater |
| 1961 | Se ditt rätta jag Call me by my rightful name                          | Michael Shurtleff Översättning Sven Barthel                                      | Norrköping-Linköping stadsteater |
| 1962 | Fruar på vift Le Dindon                                                | Georges Feydeau Översättning Raoul af Hällström                                  | Norrköping-Linköping stadsteater |
| 1962 | Andorra                                                                | Max Frisch Översättning Olof Molander                                            | Norrköping-Linköping stadsteater |
| 1963 | Hamlet Hamlet, Prince of Denmark                                       | William Shakespeare Översättning Carl August Hagberg                             | Norrköping-Linköping stadsteater |
| 1963 | Käre lögnare Dear Liar                                                 | Jerome Kilty Översättning Sven Barthel                                           | Norrköping-Linköping stadsteater |
| 1963 | Öron till att höra — Ögon till att se The Private Ear — The Public Eye | Peter Shaffer Översättning Sven Barthel                                          | Norrköping-Linköping stadsteater |
| 1964 | Fysikerna Die Physiker                                                 | Friedrich Dürrenmatt Översättning Rudolf Wendbladh                               | Norrköping-Linköping stadsteater |
| 1964 | Ett dockhem Et dukkehjem                                               | Henrik Ibsen Översättning Ernst Schönaich                                        | Norrköping-Linköping stadsteater |
| 1964 | Grop åt andra La grande oreille                                        | Pierre-Aristide Bréal Översättning Sven Stolpe                                   | Norrköping-Linköping stadsteater |
| 1964 | Tre systrar Три сeстры, Tri sestry                                     | Anton Tjechov Översättning Jarl Hemmer                                           | Norrköping-Linköping stadsteater |
| 1965 | Boy Friend The Boy Friend                                              | Sandy Wilson Översättning Gösta Rybrant                                          | Norrköping-Linköping stadsteater |

## Radioteater
| År   | Roll             | Produktion                                                              | Regi                |
| ---- | ---------------- | ----------------------------------------------------------------------- | ------------------- |
| 1949 | Tågkonduktören   | Filip Collins äventyr: Detektiven Kenyons blandade känslor Frank Heller | Knut Ström          |
| 1950 | Hawkins, krögare | Miljonpundssedeln (The Million Pound Bank Note) Mark Twain              | Benkt-Åke Benktsson |